# Shorea tenuiramulosa
Shorea tenuiramulosa är en tvåhjärtbladig växtart som beskrevs av Peter Shaw Ashton. Shorea tenuiramulosa ingår i släktet Shorea och familjen Dipterocarpaceae. Inga underarter finns listade i Catalogue of Life.